# 탐페렌 팔로베이코트
탐페렌 팔로베이코트(핀란드어: Tampereen Pallo-Veikot)는 탐페레를 연고로 하는 핀란드의 축구 클럽이다. 현재는 핀란드의 3부 축구 리그인 카코넨에 참가하고 있다.

## 성적
- 베이카우스리가 우승 1회 (1994)